# Jørre Kjemperud
Jørre André Kjemperud (* 31. August 1968 in Vikersund) ist ein norwegischer Volleyball- und Beachvolleyballspieler. Er wurde Europameister und nahm dreimal an Olympischen Spielen teil.

## Karriere
Kjemperud begann im Alter von 17 Jahren mit dem Volleyball in der Halle. Von seinem Heimatverein Vikersund/Moingen wechselte er zu KFUM Oslo und spielte später in Randaberg. Nachdem er Beachvolleyball zunächst nur zur Vorbereitung auf die Hallen-Saison genutzt hatte, absolvierte er 1993 seine ersten Open-Turniere mit Are Kristofer Hjeltnes.
1996 bildete er ein neues Duo mit seinem langjährigen Partner Vegard Høidalen. Im folgenden Jahr gewannen Kjemperud/Høidalen in einem rein norwegischen Finale gegen Jan Kvalheim und Björn Maaseide das Finale der Europameisterschaft in Riccione. Außerdem nahmen sie an der ersten Weltmeisterschaft teil und belegten den 17. Platz. 1998 gelang den Norwegern in Berlin der erste Erfolg bei einem Open-Turnier. Im Finale bezwangen sie die aktuellen Weltmeister Guilherme und Pará aus Brasilien. Bei der Europameisterschaft in Rhodos gewannen die Titelverteidiger die Bronzemedaille. Ein Jahr später kamen Kjemperud/Høidalen bei der Weltmeisterschaft in Marseille nicht über Rang 25 hinaus. Die EM in Marseille beendeten sie auf dem neunten Platz. Das gleiche Ergebnis gab es im olympischen Turnier 2000 in Sydney. Die nächsten drei Europameisterschaften brachten dem Duo drei weitere Bronzemedaillen in Folge. Ebenfalls den dritten Rang erreichten sie bei der Weltmeisterschaft in Klagenfurt. Nach drei neunten Plätzen bei den Europameisterschaften 2003 in Alanya und 2004 in Timmendorfer Strand sowie beim WM-Turnier in Rio de Janeiro nahmen sie 2004 in Sydney zum zweiten Mal am olympischen Turnier teil und wurden erneut Neunter. Anschließend trennten sich ihre Wege.
Kjemperud spielte ab 2005 mit Tarjei Skarlund. Das neue Duo belegte nach zwei 1:2-Niederlagen gegen die Deutschen Dieckmann/Reckermann und die US-Amerikaner Gibb/Metzger den 17. Platz bei der Weltmeisterschaft in Berlin. Zwei Jahre später scheiterten sie in Gstaad als Gruppenletzte bereits in der Vorrunde. Bei der Europameisterschaft in Valencia trat Kjemperud mit seinem alten Partner Høidalen an und schied nach zwei Dreisatz-Niederlagen aus. Mit Skarlund erreichte er 2008 noch mehrere Top-Ten-Ergebnisse bei Open- und Grand-Slam-Turnieren. Seine dritte Olympiateilnahme endete 2008 in Peking nach der Vorrunde.
2009 und 2010 bildete Kjemperud wieder ein festes Duo mit Høidalen. Bei der Weltmeisterschaft im eigenen Land unterlagen sie in der ersten Hauptrunde den Österreichern Gosch/Horst.